# بوعلی سینا (مجموعه تلویزیونی)
بوعلی سینا یک مجموعهٔ تلویزیونی ایرانی محصول ۱۳۶۴ است که به زندگی  ابن سینا، دانشمند ایرانی، می‌پردازد. این مجموعه در شهرستان اردستان و مسجد جامع تاریخی آن ساخته شده است. نویسندگی، تدوین‌ و کارگردانی این مجموعه بر عهدهٔ کیهان رهگذار بوده است. امین تارخ، فیروز بهجت‌محمدی، جمشید لایق، اسماعیل محرابی، چنگیز وثوقی، سرور نجات‌الهی از بازیگران اصلی این مجموعه هستند. بوعلی سینا تاکنون بارها از شبکه‌های مختلف سیما پخش شده است.

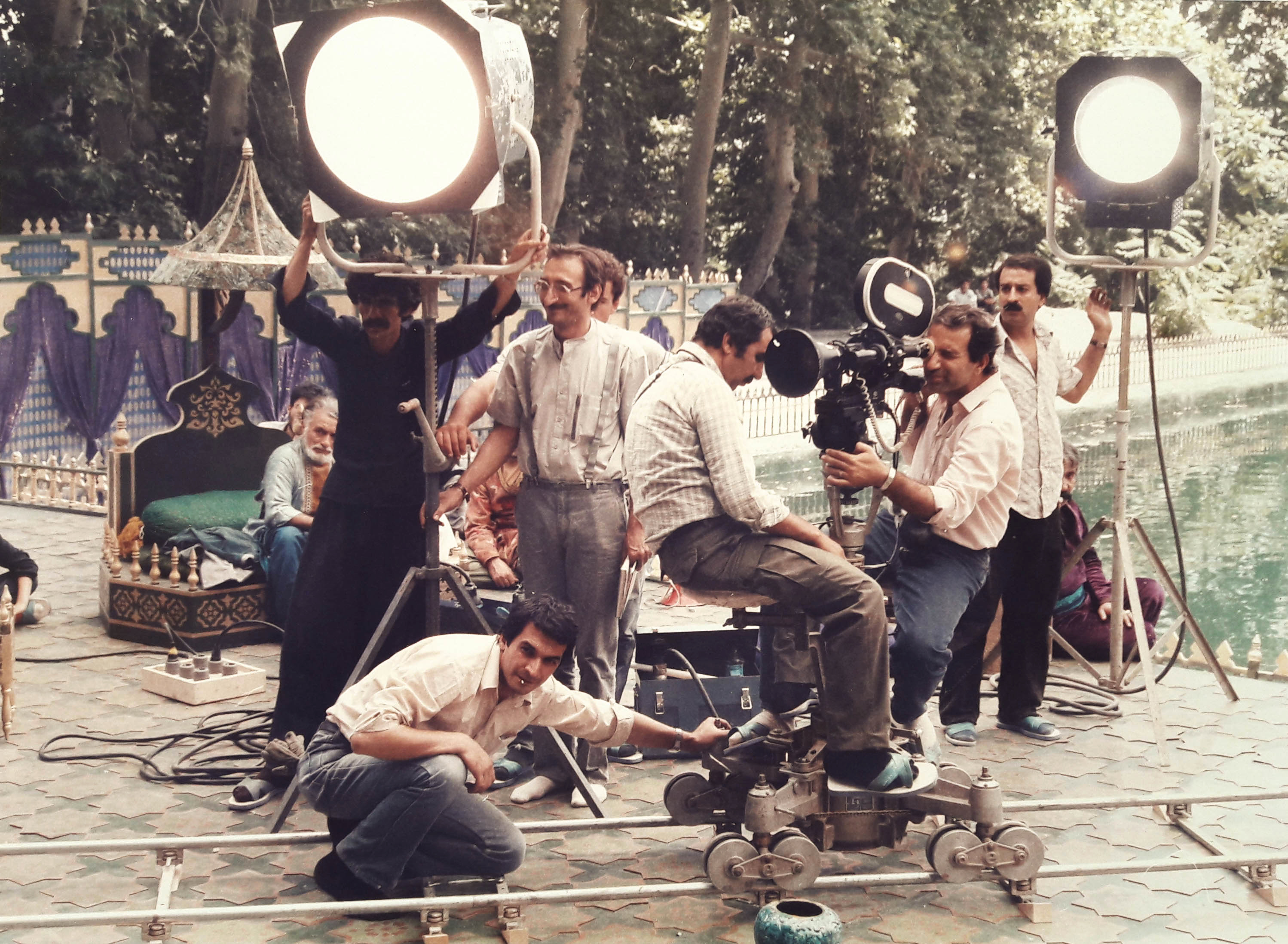
فرخ مجیدی در حال فیلم‌برداری بوعلی سینا

## بازیگران و نقش‌ها
| بازیگر            | نقش                                    |
| ----------------- | -------------------------------------- |
| امین تارخ         | ابن سینا                               |
| فیروز بهجت‌محمدی   | فرستادهٔ ويژهٔ سلطان محمود غزنوی         |
| محمد ابهری        | فرستادهٔ ويژهٔ سلطان محمود غزنوی         |
| سعید اویسی        | نوح بن منصور سامانی (نوح دوم)          |
| اسماعیل محرابی    | كهترين پسر نوح بن منصور (منصور دوم)    |
| چنگیز وثوقی       | پسر دوم نوح بن منصور سامانی            |
| اصغر محبی         | پسر ارشد نوح بن منصور سامانی           |
| فاضل اجبوری       | ابوریحان بیرونی                        |
| حسین محب‌اهری      | ابوعبید جوزجانی                        |
| عنایت‌الله بخشی    | بازرگان راه گرگان به ری                |
| عطاءالله زاهد     | قابوس بن وشمگیر پادشاه زیاریان (گرگان) |
| عزت‌الله مقبلی     | حکیم جعلی دربار نوح بن منصور سامانی    |
| جمشید لایق        | استاد کودکی بوعلی سینا                 |
| محسن سهرابی       |                                        |
| عبدالله اسفندیاری |                                        |
| محمد ساربان       | وزیر نوح بن منصور سامانی               |
| نسرین فروتنیان    | سیده ملک خاتون                         |
| سرور نجات‌الهی     | ستاره مادر ابن سینا                    |
| ماهی رهگذار       | مجدالدوله دیلمی در دوران کودکی         |
| ملیحه نیکجومند    | مادر شاهزاده خوارزمشاه                 |
| مهری ودادیان      | دایه و فرستاده سیده ملک خاتون          |
| صالح نجفی         | کودکی بوعلی سینا                       |
| آیت نجفی          | برادر بوعلی سینا در کودکی              |
| فرهاد خان‌محمدی    |                                        |
| عباس ناظری نیک    |                                        |
| شهرزاد کمالی      |                                        |
| حیدر عمرانی       |                                        |
| اصغر ضرابی        |                                        |
| قاسم میرفصیحی     |                                        |
| خسرو ثقفیان       |                                        |